# Idaea melaina
Idaea melaina är en fjärilsart som beskrevs av Müller 1936. Idaea melaina ingår i släktet Idaea och familjen mätare. Inga underarter finns listade i Catalogue of Life.